# 托尼·格雷厄姆
托尼·格雷厄姆（英語：Tony Graham，？—），新西兰男子游泳运动员，主攻蛙泳。他曾代表新西兰参加1966年大英帝国和英联邦运动会游泳比赛，获得二枚银牌和一枚铜牌。